# Automeris griseorosea
Automeris griseorosea é uma espécie de mariposa do gênero Automeris, da família Saturniidae.
Foi descrita por Bouvier, em 1930.